# Prismognathus delislei
Prismognathus delislei is een keversoort uit de familie vliegende herten (Lucanidae). De wetenschappelijke naam van de soort is voor het eerst geldig gepubliceerd in 1971 door Endrodi.